# Islandia na Zimowych Igrzyskach Olimpijskich 2022
Islandia na Zimowych Igrzyskach Olimpijskich 2022 – występ kadry sportowców reprezentujących Islandię na igrzyskach olimpijskich, które odbyły się w Pekinie, w Chińskiej Republice Ludowej, w dniach 4-20 lutego 2022 roku.
Reprezentacja Islandii liczyła pięcioro zawodników – dwie kobiety i trzech mężczyzn.
Był to dziewiętnasty start Islandii na zimowych igrzyskach olimpijskich.

## Reprezentanci

### Biegi narciarskie
| Zawodnik                                        | Konkurencja                | Kwalifikacje | Kwalifikacje | Ćwierćfinały | Ćwierćfinały | Półfinały | Półfinały | Finał     | Finał   | Finał   | Źródło |
| Zawodnik                                        | Konkurencja                | Czas         | Miejsce      | Czas         | Miejsce      | Czas      | Miejsce   | Czas      | Strata  | Miejsce | Źródło |
| ----------------------------------------------- | -------------------------- | ------------ | ------------ | ------------ | ------------ | --------- | --------- | --------- | ------- | ------- | ------ |
| Snorri Eythor Einarsson                         | bieg indywidualny mężczyzn | —            | —            | —            | —            | —         | —         | 41:17,6   | +3:22,8 | 36.     | [ 1 ]  |
| Snorri Eythor Einarsson                         | bieg łączony mężczyzn      | —            | —            | —            | —            | —         | —         | 1:22:50,1 | +6:40,3 | 29.     | [ 1 ]  |
| Snorri Eythor Einarsson                         | bieg masowy mężczyzn       | —            | —            | —            | —            | —         | —         | 1:14:51.6 | +3:18.9 | 23.     | [ 1 ]  |
| Kristrún Guðnadóttir                            | sprint kobiet              | 3:49,59      | 74.          | NQ           | NQ           | NQ        | NQ        | NQ        | NQ      | 74.     | [ 2 ]  |
| Isak Stianson Pedersen                          | sprint mężczyzn            | 3:11,95      | 78.          | NQ           | NQ           | NQ        | NQ        | NQ        | NQ      | 78.     | [ 3 ]  |
| Snorri Eythor Einarsson, Isak Stianson Pedersen | sprint drużynowy mężczyzn  | —            | —            | —            | —            | 21:05,66  | 10.       | NQ        | NQ      | 19.     | [ 4 ]  |

### Narciarstwo alpejskie
| Zawodnik                        | Konkurencja          | 1 przejazd | 1 przejazd | 2 przejazd | 2 przejazd | Łącznie | Łącznie | Źródło |
| Zawodnik                        | Konkurencja          | Czas       | Pozycja    | Czas       | Pozycja    | Czas    | Pozycja | Źródło |
| ------------------------------- | -------------------- | ---------- | ---------- | ---------- | ---------- | ------- | ------- | ------ |
| Hólmfríður Dóra Friðgeirsdóttir | slalom kobiet        | 57,39      | 43.        | 56,48      | 36.        | 1:53,87 | 38.     | [ 5 ]  |
| Hólmfríður Dóra Friðgeirsdóttir | slalom gigant kobiet | DNF        | DNF        | NQ         | NQ         | DNF     | DNF     | [ 5 ]  |
| Hólmfríður Dóra Friðgeirsdóttir | supergigant kobiet   | —          | 1:17,41    | 32.        |            |         |         | [ 5 ]  |
| Sturla Snær Snorrason           | slalom mężczyzn      | DNF        | DNF        | NQ         | NQ         | DNF     | DNF     | [ 6 ]  |